# Luther Leonidas Terry

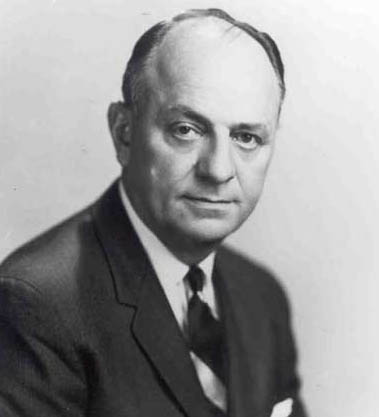
Luther Leonidas Terry

Luther Leonidas Terry (* 15. September 1911 in Red Level, Covington County, Alabama; † 29. März 1985 in Philadelphia, Pennsylvania) war ein amerikanischer Mediziner und vom 2. März 1961 bis zum 1. Oktober 1965 Surgeon General of the United States. Er wurde durch Präsident John F. Kennedy zum Surgeon General ernannt und wurde vor allem bekannt für seine Warnungen über die gesundheitlichen Folgen des Tabakkonsums.